# The Chantays
The Chantays è una band surf rock, divenuta famosa negli anni sessanta per la hit strumentale Pipeline (1963). Venne fondata nel 1961 per iniziativa di alcuni studenti della Santa Ana High School, in California. Sono stati tra i maggiori esponenti del Surf Rock, tanto da esser stati inclusi nella Rock and Roll Hall of Fame.

## Formazione
- Bob Spickard - chitarra
- Brian Carman - chitarra
- Bob Welch - batteria
- Warren Waters - basso
- Rob Marshall - pianoforte